# 155 هـ
155 هـ هي سنة في التقويم الهجري امتدت مقابلةً في التقويم الميلادي بين سنتي 771 و772.

## مواليد
- عبد الله بن عبد الحكم المصري

## وفيات
- حماد الراوية